# Ciao! (Tiga-album)
Ciao! är det andra studioalbumet från Tiga. Det släpptes 27 april 2009, på Tigas eget skivbolag Turbo och på det internationella bolaget PIAS.

## Track listing
| Nr  | Titel                           | Producent(er)                | Tid   |
| --- | ------------------------------- | ---------------------------- | ----- |
| 1.  | "Beep Beep Beep"                | Soulwax                      | 3:50  |
| 2.  | "Mind Dimension"                | Jori Hulkkonen               | 4:37  |
| 3.  | "Shoes"                         | Soulwax, Gonzales            | 3:48  |
| 4.  | "What You Need"                 | Soulwax                      | 5:38  |
| 5.  | "Luxury"                        | Soulwax, Gonzales            | 5:40  |
| 6.  | "Sex O'Clock"                   | James Murphy, Jori Hulkkonen | 4:05  |
| 7.  | "Overtime"                      | Soulwax                      | 6:11  |
| 8.  | "Turn The Night On"             | Gonzales                     | 3:15  |
| 9.  | "Speak, Memory"                 | Jesper Dahlbäck              | 3:41  |
| 10. | "Gentle Giant"                  | James Murphy                 | 6:08  |
| 11. | "Love Don't Dance Here Anymore" | Soulwax                      | 10:38 |